# Balk (bouwkunde)

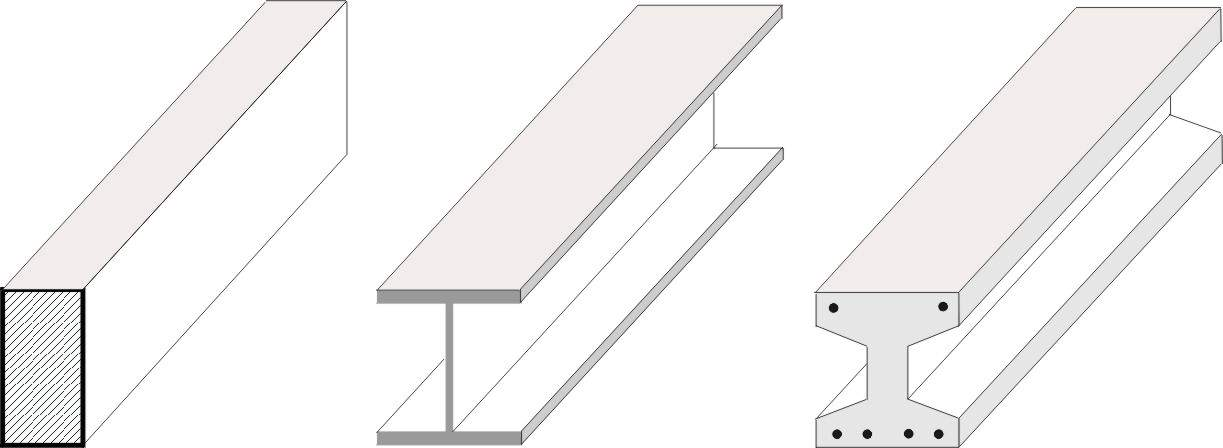
Balk van hout, staal en gewapend beton

Een bint of balk is een enkelvoudig ruimteoverspannend constructie-element waarvan de lengte vele malen groter is dan de breedte en de hoogte in doorsnede. De breedte is weer gelijk aan of kleiner dan de hoogte.
In de volksmond wordt een balk of ligger vaak een steunbalk genoemd. Balken kunnen gemaakt zijn van hout, staal, gewapend beton en voorgespannen beton. Ze zijn bedoeld om de belastingen die erop worden uitgeoefend, over te brengen op de opleggingen, zonder daarbij noemenswaardig van vorm te veranderen. Als er sprake is van een samengestelde doorsnede, dat wil zeggen dat er horizontale, verticale en schuine elementen in voorkomen, dan wordt gesproken van een ligger en niet meer van een balk. Samengevat: een balk is enkelvoudig, een ligger enkelvoudig of samengesteld in zijn doorsnede zoals hoed- en petliggers.

## Houten balken
Voor een houten balk kunnen onder meer de volgende namen gebruikt worden; elke term duidt op een andere houtafmeting en plaats in het gebouw of andere functie: moer- en kinderbinten, rib, badding of batting, gording, spanten, spoor, plaat (kruisplaten standerdmolen).

## Stalen balken
Voor een stalen balk kunnen de volgende profielen of een combinatie van profielen gebruikt worden, elk profiel heeft zijn eigen vorm en toepassingsgebied: H-profielen, I-profielen, U-profielen, L-profiel, T-profielen en kokers.

## Betonnen balken
Balken in gewapend beton zijn er grofweg in twee soorten, de geprefabriceerde en de in het werk gestorte exemplaren. Voor seriewerk, een constante kwaliteit en een sneller bouwproces is de prefab betonbalk de meest logische keuze.

## Afmetingen
Bij het ontwerpen van een gebouw of een andere constructie worden, naast andere constructieve elementen, de afmetingen van de balken bepaald door middel van berekeningen, uitgevoerd door een constructeur. Deze kan de doorbuiging {\displaystyle f} berekenen aan de hand van de volgende formule:
{\displaystyle f={\frac {5\,q\cdot L^{4}}{384\,E\cdot I}}}
Daarin is
{\displaystyle q} de totale belasting per meter (kg)
{\displaystyle L} de lengte van de balk (m)
{\displaystyle E} de elasticiteitsmodulus (Pa)
{\displaystyle I} het oppervlaktetraagheidsmoment van de doorsnede (m4)
Voor houten balken in vergunningsvrije bouwwerken bestaat een vuistregel die zegt dat bij een last van 125 kg per meter de doorbuiging 2,6% mag zijn. Anders gezegd betekent dit dat {\displaystyle q=125\,{\text{kg/m}}=1250\,{\text{N/m}}} bij een Valversnelling van afgerond {\displaystyle 10\,{\text{m/s}}^{2}}{\displaystyle 10\,{\text{m/s}}^{2}}. Voor de doorbuiging geldt dan {\displaystyle f={\frac {10}{384}}L}. Voor hout is {\displaystyle E\approx 1\ {\text{GPa}}} of {\displaystyle 1\cdot 10^{9}\,{\text{Pa}}} of {\displaystyle 1\cdot 10^{9}\,{\text{N/m}}^{2}}. Voor een balk met rechthoekige doorsnede met hoogte {\displaystyle h} en breedte {\displaystyle b} is {\displaystyle I={\tfrac {1}{12}}bh^{3}}. Zodat bij een balkbreedte {\displaystyle b} van 60 mm of 0,06 m de formule kan worden ingevuld:
{\displaystyle {\frac {10}{384}}L={\frac {5\cdot 1250\cdot L^{4}}{384\,\cdot 10^{9}\cdot {\frac {1}{12}}\cdot 0,06\cdot h^{3}}}}
Vereenvoudigen levert achtereenvolgens:
{\displaystyle L={\frac {L^{4}}{8000\cdot h^{3}}}}  →  {\displaystyle 1={\frac {L^{3}}{8000\cdot h^{3}}}}  →  {\displaystyle L^{3}=8000\cdot h^{3}=2^{3}\cdot 10^{3}\cdot h^{3}}  →  {\displaystyle L=20\cdot h}
Ofwel de vereiste hoogte van de balk bedraagt:
{\displaystyle h={\tfrac {1}{20}}\,L}
De balkhoogte moet dus ten minste 0,05 maal zo groot zijn als de overspanning. Voor balkhout dient gekwalificeerd naaldhout uit Noord-Europa te worden gebruikt.